# NGC 445
NGC 445 ist eine linsenförmige Galaxie vom Hubble-Typ S0 im Sternbild Cetus südlich der Ekliptik. Sie ist schätzungsweise 515 Millionen Lichtjahre von der Milchstraße entfernt und hat einen Durchmesser von etwa 75.000 Lj.

Im selben Himmelsareal befinden sich u. a. die Galaxien NGC 435 und IC 84.
Das Objekt wurde am 23. Oktober 1864 von Albert Marth entdeckt.